# Žagarė
Žagarė är en stad i Šiauliai län i norra Litauen. Žagarė, som grundlades på 1100-talet, hade 1 712 invånare år 2011.

## Sport
- FK Žvelgaitis – tidigare fotbollsklubb.
- Žagarės miesto stadionas – stadion; kapacitet: 1 000.[1][2]